# Стів Карелл
Сті́вен (Стів) Джон Каре́лл (англ. Steven John 'Steve' Carell; нар. 16 серпня 1962, Конкорд, Массачусетс) — американський актор, комік, володар нагороди «Золотий глобус» та нагороди Гільдії кіноакторів США. Виступає також як телепродюсер та сценарист.

## Життєпис
Стів, наймолодший з чотирьох братів, син медсестри Гаррієт та інженера-електрика і Едвіна Кареллів. Дідусь по батьковій лінії був італійцем, його батько при народженні мав прізвище Кароселлі (італ. Caroselli), скорочене пізніше до звичного в США — Карелл (англ. Carell). Карелл здобув освіту в Fenn School і Middlesex School, де здобув освіту в 1980 р. Він брав участь у молодшій команді танцю в університеті (танцюрист 22) і в команді по лакроссу в Конкорді і в Університеті Денісона в Гранвілл, Огайо.
Спочатку хотів стати радіодиктором. До акторства Карелл працював листоношею в Літтлтоні. Він планував відвідувати юридичну школу, але не зміг, бо не розумів, як пояснити, чому він хоче бути юристом, в заяві. Також був дублером в Чиказькій трупі в 1991 році. У тому ж році дебютував з епізодом в «Кучерявка Сью». Весною 1996 року він був учасником недовговічної комедійної програми «The Dana Carvey Show». «Шоу Дани Карві» приписують закладання кар'єри Карелла.
Продовжив кар'єру кореспондентом шоу «The Daily Show», де працював з 1999 по 2004 рр. Починаючи з 2005 року Карелл знімався в американській версії британського серіалу «Офіс» в стилі «мок'юментарі», в якій виконував головну роль Майкла Скотта. У перший сезон шоу майже провалилося і мало посередній інтерес у глядача, що змусило такого магната у сфері ТБ, як NBC, призупинити показ, який був відновлений тільки завдяки успіху фільму з Кареллом «Сорокалітній незайманий». Другий сезон мав шалений успіх, оскільки на відміну від першого став «чисто американським». Серіал мав постійний рейтинг в 12 млн осіб щотижня. Заробіток Карелла за перший сезон серіалу становив близько $70 тис. за серію, за третій і четвертий сезони — $180 тис. У 2011 році актор офіційно покинув склад серіалу після закінчення контракту.
Також разом з Ніколь Кідман і Віллом Ферреллом зіграв в комедії «Чаклунка» (2005), і озвучив Хеммі в «Лісовій братії». Стів — член Hollywood's Frat Pack group, куди входять Бен Стіллер, Оуен і Люк Вілсон, Джек Блек, Вілл Ферелл і Вінс Вон. Також зіграв у касовій комедії «Будь кмітливим”.
Карелл виконав головні і другорядні ролі у низці фільмів, таких як «Брюс Всемогутній», «Телеведучий: Легенда про Рона Борґанді», «Сорокалітній незайманий», «Маленька міс Щастя», «Еван Всемогутній» (сиквел фільму «Брюс Всемогутній»), «Закохатися у наречену брата», «Божевільне побачення», «Хортон», «Будь кмітливим» і «Це безглузде кохання».
Визнаний найкумеднішою людиною США — журнал «Life» (2014).

## Фільмографія

### Фільми
| Рік  | Стрічка                                         | Роль              | Примітки |
| ---- | ----------------------------------------------- | ----------------- | --- |
| 1991 | Кучерявка Сью                                   | Тесіо             | Дебют в кіно |
| 1998 | Tomorrow Night                                  | листоноша         | |
| 2003 | Брюс Всемогутній                                | Еван Бакстер      | |
| 2004 | Телеведучий: Легенда про Рона Борґанді          | Брік Тамленд      | номінований — MTV Movie Award for Best On-Screen Team shared with Will Ferrell, David Koechner and Paul Rudd номінований — MTV Movie Award for Best Musical Performance shared with Will Ferrell, Paul Rudd and Fred Armisen |
| 2004 | Ніч без сну                                     | офіцер Шерман     | |
| 2004 | Проснись, Рон Борґанді                          | Брік Тамленд      | |
| 2005 | Мелінда та Мелінда                              | Волт Вагнер       | |
| 2005 | Чаклунка                                        | дядько Артур      | |
| 2005 | Сорокалітній незайманий                         | Енді Стіцер       | MTV Movie Award for Best Comedic Performance номінований — MTV Movie Award for Best Performance номінований — MTV Movie Award for Best On-Screen Team shared with Romany Malco, Seth Rogen and Paul Rudd номінований — Writers Guild of America Award for Best Original Screenplay shared with Judd Apatow |
| 2006 | Лісова братія                                   | Хаммі             | озвучка |
| 2006 | Маленька міс Щастя                              | Френк Гінсбург    | Broadcast Film Critics Association Award for Best Cast Chlotrudis Award for Best Cast Phoenix Film Critics Society Award for Best Cast Screen Actors Guild Award for Outstanding Performance by a Cast in a Motion Picture Washington D.C. Area Film Critics Association Award for Best Ensemble номінований — Gotham Award for Best Ensemble Cast номінований — Vancouver Film Critics Circle Award for Best Supporting Actor |
| 2007 | Еван всемогутній                                | Еван Бакстер      | Teen Choice Award for Choice Movie: Scream номінований — Teen Choice Award for Choice Movie Actor: Comedy номінований — Teen Choice Award for Choice Movie: Hissy Fit |
| 2007 | Трошки вагітна                                  | себе              | |
| 2007 | Закохатися у наречену брата                     | Ден Бернс         | |
| 2008 | Хортон                                          | Нед МакДодд       | озвучка |
| 2008 | Будь кмітливим                                  | Максвелл Смарт    | номінований — MTV Movie Award for Best Comedic Performance |
| 2010 | Божевільне побачення                            | Філл Фостер       | |
| 2010 | Нікчемний я                                     | Грю               | озвучка |
| 2010 | Вечеря з придурками                             | Баррі             | |
| 2011 | Це безглузде кохання                            | Кел Вівер         | |
| 2012 | Весняні надії                                   | лікар Берні Фелд  | |
| 2012 | Шукаю друга на кінець світу                     | Додж Петерсен     | |
| 2013 | Нікчемний Я 2                                   | Грю               | озвучка |
| 2013 | Телеведучий: Легенда продовжується              | Брік Тамленд      | |
| 2014 | Сусіди                                          | ведучий новин     | |
| 2014 | Мисливець на лисиць                             | Джон дю Понт      | |
| 2014 | Александр і жахливий, безрадісний, лажовий день | Бен               | |
| 2015 | Посіпаки                                        | молодий Грю       | голос |
| 2015 | Все, що в мене є                                | Стівен Гольдштейн | |
| 2015 | Гра на пониження                                | Марк Баум         | |
| 2016 | Світське життя                                  | Філ Стерн         | |
| 2017 | Нікчемний я 3                                   | Грю               | голос |
| 2017 | Битва статей                                    | Боббі Ріггс       | номінований — «Золотий глобус», Премія Гільдії кіноакторів США, «Вибір критиків» |
| 2018 | Гарний хлопчик                                  | Девід Шефф        | |
| 2018 | Влада                                           | Дональд Рамсфелд  | |
| 2020 | Чесний кандидат                                 | Гері Ціммер       | |
| 2022 | Посіпаки. Становлення Грю                       | Грю               | озвучка |
| 2023 | Місто астероїдів                                | менеджер мотелю   | |
| 2024 | Уявні друзі                                     | Блу               | озвучка |
| 2024 | Нікчемний Я 4                                   | Грю               | озвучка |

### Телебачення
| Рік       | Фільм                    | Роль               | Примітки |
| --------- | ------------------------ | ------------------ | --- |
| 1996      | Шоу Дани Карві           | Різні ролі         | Скетч |
| 1997      | Over the Top             | Йорджі Гальфанікос | 12 епізодів ; Вийшло тільки 3. |
| 1998      | Пристрельте мене         | Страховий агент    | |
| 1999-2004 | The Daily Show           | Кореспондент       | |
| 2002-2003 | Спостереження за Еллі    | Едгар              | |
| 2005-2013 | Офіс                     | Майкл Скотт        | Writer, episodes «Casino Night» and «Survivor Man»; Director, episode «Broke» and «Secretary's Day (The Office)» Golden Globe Award for Best Actor – Television Series Musical or Comedy (2006) Screen Actors Guild Award for Outstanding Performance by an Ensemble in a Comedy Series (2007, 2008) Teen Choice Award for Choice TV Actor: Comedy (2007, 2008) TV Land Future Classic Award Television Critics Association Award for Individual Achievement in Comedy (2006) Writers Guild of America Award for Comedy Series shared with ensemble writers (2007) Writers Guild of America Award for Episodic Comedy for episode «Casino Night» номінований — Golden Globe Award for Best Actor – Television Series Musical or Comedy (2007, 2008, 2009, 2010) номінований — Primetime Emmy Award for Outstanding Lead Actor – Comedy Series (2006, 2007, 2008, 2009) номінований — Prism Award for Best Performance in a Comedy Series (2007) номінований — Satellite Award for Best Actor – Television Series Musical or Comedy (2006, 2007) номінований — Screen Actors Guild Award for Outstanding Performance by a Male Actor in a Comedy Series (2007, 2008, 2009) номінований — Screen Actors Guild Award for Outstanding Performance by an Ensemble in a Comedy Series (2009) номінований — Teen Choice Award for Choice TV Actor: Comedy (2006) номінований — Television Critics Association Award for Individual Achievement in Comedy (2009) номінований — Writers Guild of America Award for Comedy Series shared with ensemble writers (2008, 2009) |
| 2010      | Kids' Choice Awards 2010 | себе               | |
| 2019      | Ранкове шоу              | Мітч Кесслер       | |
| 2020      | Космічні сили            | Марк Нейрд         | |